# Claudio Pani
Claudio Pani (Cagliari, 11 marzo 1986) è un dirigente sportivo ed ex calciatore italiano, di ruolo centrocampista.

## Caratteristiche tecniche
Gioca come regista, schierato preferibilmente davanti alla difesa. Giocatore dinamico e adatto anche alla fase di contenimento, è abile nei calci piazzati.

## Carriera

### Giocatore

#### Club
Pani cresce calcisticamente nelle giovanili del Cagliari, dove rimane per sette anni. Esordisce con i sardi e in Serie A in Juventus-Cagliari 4-2 della stagione 2004-2005. Nella stagione 2005-2006 gioca un'altra partita, nella sconfitta per 2-0 sul campo dell'Udinese.
Nella stagione 2006-2007 viene ceduto in prestito alla Pistoiese, squadra di Serie C1, dove disputa 26 partite e si mette in luce come uno dei giovani più promettenti della categoria.
Nell'estate 2007 torna al Cagliari, che lo cede in prestito al Modena, con cui esordisce in Serie B: disputa 25 partite tra i cadetti, e, al termine del campionato, fa rientro al Cagliari dove colleziona una sola presenza nella prima parte della stagione 2008-2009. Il 27 gennaio 2009 passa con la formula della comproprietà alla Triestina, dove disputa 8 partite. Nella stagione 2009-2010 la comproprietà viene rinnovata; impiegato con continuità, offre un rendimento negativo. Dopo la retrocessione e il successivo ripescaggio, rimane definitivamente alla Triestina, che lo mette fuori rosa; dopo alcuni mesi di inattività, nel gennaio 2011 passa in prestito alla Lucchese in Prima Divisione, dove disputa 8 partite.
In estate torna alla Triestina, con cui disputa una partita di Coppa Italia; negli ultimi giorni di mercato passa definitivamente al Piacenza. Fa il suo debutto con la maglia biancorossa il 3 ottobre nella partita pareggiata 2-2 contro il Portogruaro, e segna il suo primo gol in carriera nel derby contro la Cremonese il 29 gennaio 2012, siglando l'unico gol dell'incontro su calcio di punizione. Termina la stagione con 24 presenze e 2 reti in campionato, più 2 presenze nei play-out che sanciscono la retrocessione del Piacenza in Seconda Divisione. Al termine della stagione rimane svincolato, a causa del fallimento del club emiliano.
Il 24 settembre passa al Casale, firmando un contratto annuale; fa il suo debutto con la maglia nerostellata il 7 ottobre successivo nel pareggio casalingo per 1-1 contro il Santarcangelo. Dopo una sola stagione in Piemonte nella quale totalizza diciotto presenze, nell'estate 2013 torna a Piacenza, ingaggiato dal Piacenza Calcio 1919 che ha sostituito il fallito Piacenza. Nel dicembre successivo, dopo aver offerto un rendimento negativo nella prima parte della stagione, rescinde il contratto con il club emiliano, e a gennaio viene acquistato dal Savona, militante in Prima Divisione. Fa il suo debutto con i liguri il 19 gennaio 2014 nella partita persa 3-2 sul campo della Pro Patria.
Il 20 settembre 2014 firma con il Campobasso, in serie D. Scende in campo per la prima volta coi molisani il 12 ottobre nella partita in casa della Recanatese che viene sospesa in seguito al malore del centrocampista del Campobasso Matteo Monti. La prima presenza completa diventa così quella della settimana successiva nel 2-2 casalingo contro il Chieti. Termina la stagione con 22 presenze in campionato e 1 nei play-off nei quali il Campobasso viene eliminato al primo turno.
Nell'estate 2015 si trasferisce ai maltesi del Valletta, squadra con la quale ha la possibilità di partecipare ai preliminari di Europa League. Fa il suo debutto con i maltesi il 2 luglio nella sconfitta esterna per 2-1 contro i gallesi del Newtown, valida per il primo turno preliminare di Europa League. Gioca anche nel ritorno, vinto dai gallesi con lo stesso punteggio dell'andata, che sancisce l'eliminazione del Valletta. Segna la sua prima rete maltese il 13 dicembre nella partita vinta per 2-1 contro il Balzan e valida per la quindicesima giornata di campionato. Nel gennaio 2016 prolunga il suo contratto con il Valletta fino al 2018. Il 30 aprile scende in campo nell pareggio casalingo per 0-0 contro i diretti rivali dell'Hibernians che sancisce la vittoria del campionato maltese per il Valletta. Nella stagione successiva, il 28 giugno, fa il suo debutto nei turni preliminari di Champions League nella vittoria casalinga per 1-0 sul B36 Tórshavn. Il 21 dicembre 2016 vince, giocando da titolare, la Supercoppa di Malta. Chiude la sua seconda stagione in terra maltese disputando un totale di 33 partite, di cui 25 nel campionato, concluso in quarta posizione.
La stagione successiva, pur soffrendo di problemi al polpaccio che gli permettono di disputare solo 12 partite di campionato, vince il suo secondo campionato maltese. Il 6 maggio vince, pur senza scendere in campo nella finale, anche la coppa di Malta. Terminata la stagione lascia il club maltese.
Resta a Malta anche l'annata successiva, trasferendosi al Sliema Wanderers. Debutta con i nuovi colori il 22 settembre 2018 nella partita vinta per 2-0 contro il St. Andrews. Segna la prima rete con lo Sliema il 15 febbraio 2019 nella vittoria per 2-1 sul campo del Tarxien Rainbows. Termina la stagione 2018-2019, in cui lo Sliema ottiene la quinta posizione in campionato, con 17 presenze ed una rete in campionato. Nella stagione 2019-2020, conclusasi anzitempo a causa dello scoppio della pandemia causata dal coronavirus COVID-19, totalizza 15 presenze in campionato.
Nell'ottobre 2020 viene annunciato il trasferimento di Pani al Muravera, squadra sarda militante in Serie D. Debutta con i sardi il 22 novembre 2020 nella partita persa 3-0 in casa del Cassino. A fine anno totalizza 12 presenze in campionato. L'anno successivo scende ulteriormente di categoria accasandosi alla Sigma Cagliari, formazione militante in Promozione. Fa il suo debutto con i cagliaritani il 26 settembre 2021 nella partita casalinga vinta per 3-1 contro l'Orrolese. Rimane nella Promozione sarda anche l'annata successiva, trasferendosi all'Asseminese.

#### Nazionale
Pani vanta una presenza con la nazionale italiana Under-19, il 15 dicembre 2004 in Italia-Irlanda del Nord 1-1. Durante la militanza nella Pistoiese viene convocato nella Nazionale di Serie C, della quale è stato anche capitano; nella stagione successiva viene convocato nella Nazionale Under-21 di Serie B.

##### Sardegna
Il 19 marzo 2019 esordisce con la selezione sarda, nella partita vinta 7-1 contro una selezione di giocatori non sardi militanti in Sardegna nella quale veste la fascia di capitano e mette a segno una rete.

### Dirigente
Appese le scarpe al chiodo, nel luglio 2023 viene nominato direttore tecnico delle giovanili e vice presidente della prima squadra del Costa Orientale Sarda.

## Statistiche

### Presenze e reti nei club
Statistiche aggiornate al 14 novembre 2022.
| Stagione                | Squadra                 | Campionato              | Campionato | Campionato | Coppe nazionali | Coppe nazionali | Coppe nazionali | Coppe continentali | Coppe continentali | Coppe continentali | Altre coppe | Altre coppe | Altre coppe | Totale | Totale |
| Stagione                | Squadra                 | Comp                    | Pres       | Reti       | Comp            | Pres            | Reti            | Comp               | Pres               | Reti               | Comp        | Pres        | Reti        | Pres   | Reti   |
| ----------------------- | ----------------------- | ----------------------- | ---------- | ---------- | --------------- | --------------- | --------------- | ------------------ | ------------------ | ------------------ | ----------- | ----------- | ----------- | ------ | ------ |
| 2004-2005               | Cagliari                | A                       | 1          | 0          | CI              | 0               | 0               | -                  | -                  | -                  | -           | -           | -           | 1      | 0      |
| 2005-2006               | Cagliari                | A                       | 1          | 0          | CI              | 0               | 0               | -                  | -                  | -                  | -           | -           | -           | 1      | 0      |
| 2006-2007               | Pistoiese               | C1                      | 26         | 0          | -               | -               | -               | -                  | -                  | -                  | -           | -           | -           | 26     | 0      |
| 2007-2008               | Modena                  | B                       | 25         | 0          | CI              | 0               | 0               | -                  | -                  | -                  | -           | -           | -           | 25     | 0      |
| 2008-gen. 2009          | Cagliari                | A                       | 1          | 0          | CI              | 1               | 0               | -                  | -                  | -                  | -           | -           | -           | 2      | 0      |
| Totale Cagliari         | Totale Cagliari         | Totale Cagliari         | 3          | 0          |                 | 1               | 0               |                    | -                  | -                  | -           | -           | -           | 4      | 0      |
| gen.-giu. 2009          | Triestina               | B                       | 8          | 0          | CI              | 0               | 0               | -                  | -                  | -                  | -           | -           | -           | 8      | 0      |
| 2009-2010               | Triestina               | B                       | 30+2       | 0+0        | CI              | 4               | 0               | -                  | -                  | -                  | -           | -           | -           | 36     | 0      |
| 2010-gen. 2010          | Triestina               | B                       | 0          | 0          | CI              | 0               | 0               | -                  | -                  | -                  | -           | -           | -           | 0      | 0      |
| gen.-giu. 2011          | Lucchese                | PD                      | 8          | 0          | CI LP           | 0               | 0               | -                  | -                  | -                  | -           | -           | -           | 8      | 0      |
| giu.-ago. 2011          | Triestina               | PD                      | 0          | 0          | CI+CI LP        | 1+0             | 0               | -                  | -                  | -                  | -           | -           | -           | 1      | 0      |
| Totale Triestina        | Totale Triestina        | Totale Triestina        | 38+2       | 0          |                 | 5               | 0               |                    | -                  | -                  | -           | -           | -           | 43+2   | 0      |
| 2011-2012               | Piacenza                | PD                      | 24+2       | 2+0        | CI+CILP         | 0+1             | 0               | -                  | -                  | -                  | -           | -           | -           | 27     | 2      |
| sett. 2012-2013         | Casale                  | SD                      | 18         | 0          | CILP            | 0               | 0               | -                  | -                  | -                  | -           | -           | -           | 18     | 0      |
| lug.-dic. 2013          | Piacenza                | D                       | 10         | 0          | CID             | 2               | 0               | -                  | -                  | -                  | -           | -           | -           | 12     | 0      |
| Totale Piacenza         | Totale Piacenza         | Totale Piacenza         | 34+2       | 2          |                 | 3               | 0               |                    | -                  | -                  | -           | -           | -           | 39     | 2      |
| gen.-giu. 2014          | Savona                  | PD                      | 5          | 0          |                 | -               | -               | -                  | -                  | -                  | -           | -           | -           | 5      | 0      |
| 2014-2015               | Campobasso              | D                       | 22+1       | 0          | CID             | 0               | 0               | -                  | -                  | -                  | -           | -           | -           | 23     | 0      |
| 2015-2016               | Valletta                | PLM                     | 27         | 1          | TM              | 1               | 0               | UEL                | 2                  | 0                  | -           | -           | -           | 30     | 1      |
| 2016-2017               | Valletta                | PLM                     | 26         | 0          | TM              | 2               | 0               | UCL                | 4                  | 0                  | SM          | 1           | 0           | 33     | 0      |
| 2017-2018               | Valletta                | PLM                     | 12         | 1          | TM              | 3               | 0               | UEL                | 4                  | 0                  | -           | -           | -           | 19     | 1      |
| Totale Valletta         | Totale Valletta         | Totale Valletta         | 65         | 2          |                 | 6               | 0               |                    | 10                 | 0                  |             | 1           | 0           | 82     | 2      |
| 2018-2019               | Sliema Wanderers        | PLM                     | 17         | 1          | TM              | 0               | 0               | -                  | -                  | -                  | -           | -           | -           | 17     | 1      |
| 2019-2020               | Sliema Wanderers        | PLM                     | 15         | 0          | TM              | 0               | 0               | -                  | -                  | -                  | -           | -           | -           | 15     | 0      |
| Totale Sliema Wanderers | Totale Sliema Wanderers | Totale Sliema Wanderers | 32         | 1          |                 | 0               | 0               |                    | -                  | -                  |             | -           | -           | 32     | 1      |
| 2020-2021               | Muravera                | D                       | 12         | 0          | -               | -               | -               | -                  | -                  | -                  | -           | -           | -           | 12     | 0      |
| 2021-2022               | Sigma Cagliari          | Prom                    | 2+         | 0+         | -               | -               | -               | -                  | -                  | -                  | -           | -           | -           | 2+     | 0+     |
| 2022-2023               | Asseminese              | Prom                    | 0+         | 0+         | CI Prom.        | 0+              | 0+              | -                  | -                  | -                  | -           | -           | -           | 0+     | 0+     |
| Totale                  | Totale                  | Totale                  | 290+5+     | 5+         |                 | 15+             | 0+              |                    | 10                 | 0                  | -           | 1           | 0           | 321+   | 4+     |

## Palmarès

### Club

#### Competizioni nazionali
- Campionato maltese: 2

Valletta: 2015-2016, 2017-2018
- Coppa di Malta: 1

Valletta: 2017-2018
- Supercoppa di Malta: 1

Valletta: 2016